# Марли, Боб
Боб Ма́рли (англ. Bob Marley; настоящее имя — Ро́берт Неста Ма́рли (англ. Robert Nesta Marley); 6 февраля 1945, Найн-Майлс, Ямайка — 11 мая 1981, Майами, США) — ямайский музыкант, гитарист, вокалист и композитор. Является самым известным исполнителем в стиле регги. Именно благодаря его международному успеху регги приобрёл широкую популярность за пределами Ямайки.
Марли был одним из виднейших сторонников панафриканизма, а после 1966 года — также правоверным растаманом; многие последователи этого движения даже считают Марли пророком.

## Биография
Боб Марли родился в деревне Найн-Майлс, Ямайка. Его отец, Норвал Марли, англичанин с шотландскими корнями, служил капитаном ВМС Великобритании, а потом служил управляющим на одной из плантаций Ямайки. Когда ему было 60, он познакомился с матерью Роберта, 16-летней ямайской девушкой Седеллой Букер. При жизни Роберт видел своего отца всего два раза. В 1955 году, когда Бобу Марли было 10 лет, отец умер.
Когда-то, ещё не влившись в течение регги, совсем молодой Боб Марли был руд-боем. В конце 1950-х Марли, как и многие другие ямайские провинциалы, перебрался вместе с матерью в столицу Ямайки Кингстон, где поселился в бедном районе Тренчтаун. Там он познакомился с Невиллом Ливингстоном по прозвищу Банни, с которым и начал делать свои первые шаги в музыке. После окончания школы Марли устроился работать сварщиком, а в свободное время совершенствовал свои музыкальные навыки. Помощь в этом ему оказал известный ямайский музыкант Джо Хиггс, дававший Марли и Банни бесплатные уроки вокала. Вскоре состоялось знакомство с Питером Макинтошем, который позже станет известен как Питер Тош.

### Начало карьеры
В 16 лет Боб Марли дебютировал с синглом «Judge Not», который написал вместе с Джо Хиггсом. В 1962 году Боб и его друзья, Банни Ливингстон и Питер Тош, попали на прослушивание к местной антрепренёрше Лесли Конг, которая записала с ними в студии несколько треков.
В 1963 году при помощи того же Хиггса Боб Марли организовал вокальную группу, в которую, помимо него, вошли Питер Тош, Банни Ливингстон, Джуниор Брейтуэйт, Черри Грин и Беверли Келсо. Сначала она имела название «The Teenagers» («Подростки»), потом «The Wailing Rudeboys» («Причитающие Руд-бои»), затем «The Wailing Wailers» («Причитающие плакальщики»), и, наконец, «The Wailers» («Плакальщики»). Музыкальным директором группы стал её бас-гитарист Астон «Family Man» Баррет.
Первый же сингл группы «Simmer Down» (1964) возглавил хит-парад Ямайки и разошёлся тиражом более чем 80 тысяч экземпляров. В 1965 году Брэйтвейт, Кельсо, и Смит покинули коллектив, сократив состав The Wailers до трио и, несмотря на успех песен (например, «Rude Boy» вошла в местный «Тор 10»), в 1966 году распались.
Несмотря на то, что Марли был воспитан как католик, его всерьёз заинтересовало Растафарианство, когда он находился вдали от влияния своей матери. Вернувшись на Ямайку, Марли официально обратился в Растафарианство и начал отращивать дреды.
Некоторое время Боб Марли работал подсобным рабочим на автомобильном заводе в США, куда переехала его мать, но вскоре вернулся на Ямайку и воссоздал The Wailers. Группа работала в самых разных жанрах — ска, калипсо, фьюжн, но за пределы острова её популярность не распространялась.
В 1971 году музыканты организовали собственную фирму грамзаписи «Tuff Gong», но и это предприятие успеха не имело.
Однако, в конце 1971 года Боб Марли подписал контракт с американским певцом Джонни Нэшем и написал для него две песни, ставшие хитами: «Guava Jelly» и «Stir It Up».
В 1972 году «The Wailers» наконец получили контракт с международной фирмой Island Records и выпустили альбом Catch a Fire, ставший их первой продукцией, которая вышла за пределы Ямайки. Популярность группы росла; во многом музыкантам помог Эрик Клэптон, который записал свою версию песни «I Shot The Sheriff», ставшую международным хитом.
В 1973 году группа предприняла гастроли по США. Вскоре после этого Тош и Ливингстон покинули группу, начав сольную карьеру.

### Bob Marley & The Wailers
Боб Марли включил в состав The Wailers женское вокальное трио I Threes (в состав которой входила жена Боба, Рита Марли, а также Марсия Гриффитс и Джуди Моват), сменил название группы на «Bob Marley and The Wailers» и вместе со своим бывшим наставником Хиггсом отправился в турне по Африке, Европе и обеим Америкам. К середине 1970-х годов Боб Марли и его группа стали признанными лидерами регги, а в Великобритании практически все новые песни Марли входили в «Тор 40» («No Woman, No Cry», 1975; «Exodus», 1977; «Waiting In Vain», 1977; «Satisfy My Soul», 1978) и Top 10 («Jamming», 1977; «Is This Love», 1978).
В США, однако, лишь композиция «Roots, Rock, Reggae» попала в хит-парад категории «поп» (1976, 51-е место), а «Could You Be Loved» прошла по категории соул (1980, 56-е место), но альбомы группы неизменно занимали высокие места, а песни «любви, веры и бунта», как называли их произведения журналисты, пользовались невероятной популярностью в среде интеллектуальной элиты.
На Ямайке же Боб Марли стал настоящей культовой фигурой, его политические и религиозные выступления публика воспринимала как откровения святого. В декабре 1976 года на него, поневоле оказавшегося втянутым в местную политику, было совершено покушение. В собственном доме Боба Марли, его жену и его менеджера Дона Тейлора обстреляли неизвестные всего за два дня до концерта «Smile Jamaica» (Улыбнись, Ямайка). Боб получил ожог от пули на груди и руке. Этот бесплатный концерт в надежде примирить две враждующие политические силы острова организовал ямайский премьер-министр Майкл Мэнли, которого поддерживал Марли. Несмотря на ожоги грудной клетки и руки, он провёл все запланированные концерты, объяснив это тем, что «в мире слишком много зла» и он «не имеет права тратить хотя бы один день впустую». На главном ямайском концерте он вначале согласился спеть одну песню, но в итоге провёл полуторачасовое выступление с группой Zap Pow перед 80-тысячной аудиторией.
В 1978 году Боб Марли вернулся на Ямайку, чтобы дать ещё политический концерт, призванный предотвратить гражданскую войну — «One Love Peace Concert» (Концерт мира одной любви). В конце этого выступления по просьбе Марли на сцену поднялись предводители противостоящих групп — социалист Майкл Мэнли (лидер правящей Народной национальной партии) и консерватор Эдвард Сеага (лидер оппозиционной Лейбористской партии) — и пожали друг другу руки.

### Болезнь и последние годы жизни
В июле 1977 года у Марли была обнаружена злокачественная меланома на большом пальце ноги, развившаяся после травмы во время игры в футбол — давнее увлечение певца. Он отказался от ампутации пальца, мотивируя это боязнью потерять возможность играть в футбол и потерять пластику на сцене, кроме того, растаманы верят, что тело должно оставаться «целым»:
Раста не приемлет ампутации. Я не допускаю, чтобы человека разбирали на запчасти.
В 1980 году Марли выступил в Зимбабве, получившей в том году независимость от Великобритании: к тому времени Марли был символом африканского единства, особенно в бывших колониальных странах (ещё до Зимбабве первой африканской страной, где выступил Боб Марли, в том же году стал Габон). Следом прошли успешные гастроли по Германии. Однако намеченное американское турне было прервано, когда, проведя два концерта в Мэдисон-Сквер-Гарден, певец потерял сознание во время пробежки в центральном парке Нью-Йорка.
Зимой 1980 Боб Марли прошёл курс лечения в Мюнхене у специалиста по раковым заболеваниям Йозефа Иссельса, но безрезультатно. В результате химиотерапии у Марли начали выпадать волосы, сплетенные в дреды, и их пришлось состричь.
4 мая 1981 года Боб Марли крестился в Эфиопской православной церкви в Кингстоне от рук архиепископа Западного полушария Абуны Йисхака. В новом крещении он взял имя Берхане Селассие (на амхарском языке — Свет Святой Троицы). Затем он был награждён Ямайским Орденом Почёта.
Марли желал провести свои последние дни на Ямайке, но из-за состояния здоровья перелёт из Германии пришлось прервать в Майами (Флорида, США). Рак к этому моменту охватил его лёгкие и мозг. Несмотря на интенсивное лечение, 11 мая 1981 года Боб Марли скончался в больнице. Последними словами, сказанными им сыну Зигги, были: «Money can’t buy life» (с англ. — «Жизнь за деньги не купишь»).
Боб Марли был похоронен на Ямайке, его похороны прошли по законам Эфиопской православной церкви, при соблюдении традиций растафарианства. В склепе рядом с ним покоятся гитара «Gibson Les Paul», футбольный мяч, пучок марихуаны, Библия и кольцо, которое он носил постоянно (подарок эфиопского принца, старшего сына Хайле Селассие I).
Рита Марли, которая всю жизнь поддерживала и сопровождала мужа, после его смерти попыталась начать сольную карьеру. Некоторые её песни, например, «One Draw», «Many Are Called» и «Play Play», обратили на себя внимание меломанов, но к середине 80-х она почти полностью отошла от шоу-бизнеса и посвятила себя семье — ведь за годы музыкальной активности Боба Марли Рита параллельно с концертами и студийными записями родила и воспитала тринадцать детей.
Дэвид, старший сын Боба Марли, известный больше как Ziggy, достаточно успешно выстроил свою карьеру и стал популярным поп-исполнителем, возглавляя группу Melody Makers (в коллектив привлечены ещё трое детей Боба Марли — Сиделла, Стивен и Шэрон). Ещё трое детей Боба Марли — Дэмиан, Джулиан и Кай-Мани, тоже выбрали музыкальную карьеру.

## Семья
10 февраля 1966 года Марли женился на певице Рите Андерсон. Церемония прошла в Кингстоне, Ямайка. Марли имел много детей, четверо родились в браке с Андерсон, двоих, от предыдущих отношений Андерсон, он усыновил, а остальные были рождены от разных женщин. Официальный сайт Боба Марли насчитал 11 детей.
- Имани Кэрол Марли (р. 1963) — первая дочь
- Шэрон Марли (р. 1964) — приёмная дочь (певица)
- Сиделла Марли (р. 1967) — вторая дочь (дизайнер)
- Дэвид Нэста «Зигги» Марли (р. 1968) — первый сын (музыкант)
- Стефен Марли (р. 1972) — второй сын (музыкант)
- Роберт «Робби» Марли (р. 1972) — третий сын (стантрайдер)
- Роэн Марли (р. 1972) — четвёртый сын (футболист)
- Карен Марли (р. 1973) — третья дочь
- Стефани Марли (р. 1974) — приёмная дочь
- Джулиан Марли (р. 1975) — пятый сын (музыкант)
- Кай-Мани Марли (р. 1976) — шестой сын (музыкант)
- Дэмиан «Гонг-мл.» Марли (р. 1978) — седьмой сын (музыкант)
- Македа Марли (р. 1981) — четвёртая дочь

## Награды и номинации
- Июнь 1978: Награждён медалью «третьего мира» от Организации Объединённых Наций
- Февраль 1981: Награждён орденом «За заслуги», за вклад в историю Ямайки[17]
- Июль 1992: Эфиопским Императорским домом в изгнании посмертно награждён Орденом Хайле Селассие I[18].
- Март 1994 года: Добавлен в Зал славы рок-н-ролла
- 1999: Альбом века «Exodus»[19]
- Февраль 2001: Получил звезду на Голливудской аллее славы
- Февраль 2001: Награждён премией «Грэмми»[20]
- 2004: Журнал Rolling Stone поставил его на 11 строчку в списке 100 величайших артистов всех времён[21]
- «One Love» по версии BBC песня тысячелетия
- По опросу BBC назван одним из величайших лириков[кого?] всех времён[22]
- 2010: Сингл «Catch a Fire» введён в зал славы премии «Грэмми» (Reggae Album)[23]

## Дискография
Студийные альбомы
- 1965 — The Wailing Wailers
- 1970 — Soul Rebels
- 1971 — Soul Revolution
- 1971 — The Best of the Wailers
- 1973 — Catch a Fire
- 1973 — Burnin'
- 1974 — Natty Dread
- 1976 — Rastaman Vibration
- 1977 — Exodus
- 1978 — Kaya
- 1979 — Survival
- 1980 — Uprising
- 1983 — Confrontation (посмертно)

Концертные альбомы
- 1975 — Live! (Запись концерта в «Lyceum Theatre», Лондон, июль 1975)
- 1978 — Babylon by Bus (Записи с концертов в Европе, 1978)
- 1991 — Talkin' Blues (Запись концерта в «Record Plant», Сан-Франциско, 1973)
- 2003 — Live at the Roxy (Запись концерта в «Roxy», Уэст-Голливуд, 26 мая 1976)
- 2011 — Live Forever: The Stanley Theatre, Pittsburgh, PA, September 23, 1980

## Память
- В 2012 году режиссёр Кевин МакДональд выпустил документально-биографический фильм «Боб Марли. Регги навсегда», получивший высокие оценки как поклонников творчества Боба, так и членов его семьи.[24]
- х/ф Боб Марли: Одна любовь (2024)

## Факты
- Очень часто Бобу приписывают чужие песни, в частности:
  - Бобби Макферрин — «Don’t Worry, Be Happy»
  - Inner Circle — «Bad Boys», «Sweat (A La La La La Long)»
  - UB40 — «Red Red Wine»
  - Laid Back — «Sunshine Reggae»
  - Max Romeo — «I Chase the Devil»
  - Elijah Prophet — «Piece of Ganja»
  - Дэмиан Марли — «Welcome to Jamrock», «Reggi»
  - Big Mountain — «Baby, I Love Your Way»
  - Majek Fashek — «Hotel California»
  - Guerrillafinga — «Ganjagun»
- 6 февраля 2015 года, в день рождения Боба Марли, ямайский Сенат принял закон о декриминализации марихуаны. Теперь обладание 2 унциями (56 граммов) марихуаны будет караться только штрафом, без заведения уголовного дела[25]; известно, что Марли считал коноплю «главным целителем страны», а во время пребывания в Лондоне его арестовывали за хранение небольшого количества каннабиса[26].
- В ежегодном рейтинге артистов, чьи работы приносят правообладателям наиболее высокий доход после смерти самих исполнителей журнала Forbes, Боб Марли занял пятое место (2018) с годовым «доходом» в 23 млн долларов.[27]

## Кино
- Боб Марли: Одна любовь / Bob Marley: One Love. Фильм-биография; США, 2024. Режиссёр: Рейнальдо Маркус Грин.